# 송엽란
송엽란(松葉蘭) 또는 솔잎란(Psilotum nudum-학술명)
솔잎란강(송엽란강) 식물은 주로 해안 근처의 암벽 바위틈이나 나무줄기 위에서 상록성 여러해살이풀로 착생하는 양치식물로 열대 및 아열대지역에 3종의 송엽란류가 현존한다. 한국에도 제주도의 남쪽 서귀포 근처의 비교적 다습한 바위틈에서 송엽란(솔잎란)이 자란다. 1989년 "특정야생동·식물" 지정이후 2012년 "멸종위기 야생생물Ⅱ급"으로 지정되었다.

## 생태
크기는 10~30cm이며 잎은 어긋나자라고 잎모양은 작은 돌기처럼 생겼다. 줄기는 녹색이고 2개씩 연속적으로 갈라지는 차상분지(dichotomous branching)이다. 짧은 뿌리 줄기는 균근이 발달하고 진정한 뿌리는 없다. 포자낭은 3실이고 구형이며 녹색이지만 다자라면 황색이 된다. 송엽란류는 외형이 양치식물과 유사하지는 않더라도 생활상은 유사하다. 송엽란속(Psilotum)은 지하에 있는 수평의 근경과 수직의 지상줄기인 포자체를 가진다.

## 같이 보기
- 고사리삼과
- 대한민국의 멸종위기 야생 동·식물